# Monte Ceneri

Monte Ceneri ([ˈmonte ˈʧeneri]; rätoromanisch Munt Schiemberⓘ) ist die Bezeichnung eines auf 554 m ü. M. liegenden Passes im Schweizer Kanton Tessin. Er verbindet die auf rund 200 m ü. M. liegende Magadinoebene mit dem Vedeggiotal und trennt die beiden Berge Monte Tamaro und Cima di Medeglia (1259 m).

## Geschichte

Alte Ceneri-Strasse mit Gletscherschliff. Historisches Lichtbild von Leo Wehrli (1943)

Der Pass wurde 1004 erstmals als Mons Ceneris erwähnt. Zur Römerzeit verlief hier die Grenze der zwei Verwaltungsbereiche, in die das Gebiet des heutigen Tessins aufgeteilt war. Der Pass war mit einem Turm und zwei Gebäuden befestigt, in denen man römische Tongefässe und eine Münze fand. Im 7. Jahrhundert wurde der Turm von den Langobarden restauriert. Der 1336 erstmals erwähnte Turm wurde von den Eidgenossen 1518 zerstört. Die Strasse von Bellinzona via Ponte Tresa nach Mailand führte über den Ceneri. Sie wurde von Händlern, Pilgern und dem Militär benutzt. Ein Heer der Franken erreichte über den Ceneri 590 die Tresa. Lange Zeit trieben im Gebiet des Passes Räuber ihr Unwesen.
Im 12. Jahrhundert konnte sich Como gegen den lokalen und mailändischen Widerstand die Kontrolle über die Ceneristrasse sichern, an deren Unterhalt sich die Anliegergemeinden beteiligen mussten (Statuten von Como 1335). 1367 legten Bellinzona, Locarno und Lugano ihre Gebietsgrenzen am Ceneri fest.
Zwischen 1559 und 1563 wurden auf der Nordseite je eine Strasse von Cadenazzo und eine von Quartino («Kleiner Ceneri») sowie auf der Südseite die Strasse von der Passhöhe bis Bironico erstellt. Der neu gegründete Kanton Tessin baute unter der Leitung von Giulio Pocobelli eine neue Fahrstrasse, die 1811 fertig war. 
In der Nacht vom zwölften auf den dreizehnten Oktober 1864 fand der letzte Überfall auf eine Postkutsche statt. Sie hatte zehn Passagiere. Beim Überfall im Wald von Robasacco kam der Reisende Luigia Lattuada bei einem Fluchtversuch durch einen Pistolenschuss ums Leben. Der Postilion Pietro Berta blieb nach einer Verletzung durch eine Pistole am Kinn entstellt. Der Anführer der Räuber war Costantino Gianotti. Er wurde nach den anderen Tätern als letzter in Milano gefasst und am 22. November 1866 zum Tode verurteilt. Das Urteil wurde jedoch nicht vollstreckt.
Seit 1882 führt unter dem Ceneri die Gotthardbahn, seit 1984 die Autobahn A2 durch, und 2020 wurde der Ceneri-Basistunnel eröffnet.
Während des Ersten und Zweiten Weltkriegs wurde die Sperrstelle Monte Ceneri mit Artillerie- und Infanteriewerken befestigt.

Monte Ceneri. Historisches Luftbild von Werner Friedli (1962)

## Verkehr
Seine besondere Bedeutung für den Verkehr im Kanton Tessin liegt darin, dass er die einzige innerschweizerische Verbindung zwischen dem nördlichen Kantonsteil, dem Sopraceneri, und dem südlichen Kantonsteil Sottoceneri bildet. Neben der Hauptstrasse 2 wird diese Barriere von dem Autobahntunnel der Autobahn A2 und einem Eisenbahntunnel der Gotthardbahn unterquert. Der im Rahmen der NEAT gebaute Ceneri-Basistunnel zwischen Camorino bei Bellinzona und Vezia bei Lugano vermeidet einen Teil der Höhendifferenz.
Die Bedeutung des Monte Ceneri hat sich mit der Verkehrsentwicklung verändert. Wirklich bedeutend wurde der Ceneri mit dem Bau der Gotthardbahn. Ochsenkarren legten 1835 die 31 km lange Ceneri-Strecke von Bellinzona nach Lugano in fünf Stunden und 20 Minuten zurück. Schnelle Kutschen brauchten 1882 noch vier Stunden. Die Gotthardbahn verkürzte die Fahrzeit auf eine Stunde und 15 Minuten. Mit der Inbetriebnahme des Ceneri-Basistunnels fährt die Bahn in zwölf Minuten unter dem Ceneri durch.

## Sendeanlage
Der Monte Ceneri ist Standort des auf der Mittelwellenfrequenz 558 kHz betriebenen Landessenders für die italienischsprachige Schweiz. Allerdings befindet sich dessen Standort seit 1979 rund sechs Kilometer östlich, nördlich von Isone. Der Sendebetrieb wurde am 30. Juni 2008 eingestellt.
Als Antennenanlage wurde ein 220 Meter hoher, gegen Erde isolierter abgespannter Stahlfachwerkmast verwendet. Daneben existiert noch eine Reserveantenne in Form einer Reusenantenne, die zwischen zwei abgespannten Masten aufgehängt ist. Bis 1978 befand sich der Landessender am Monte Ceneri und verwendete als Sendeturm einen 120 Meter hohen, gegen Erde isolierten freistehenden Stahlfachwerkturm, der 1933 errichtet wurde. Heute trägt dieser Turm Sendeantennen für DAB und DVB-T, wodurch seine Höhe auf 135 Meter wuchs.

## Militärgelände
Um den Sendeturm ist ein ausgedehnter Waffenplatz der Schweizer Armee angesiedelt. Früher war der Waffenplatz Monte Ceneri das Zentrum der (von Fahrzeugen) gezogenen Artillerie. Die letzte Rekrutenschule mit Ausbildung an dieser Waffe fand im Sommer 1998 statt. Nachdem die Artillerie mit der Reform Armee 95 auf Selbstfahrgeschütze reduziert wurde, diente die Kaserne der Ausbildung von Sanitäts-, Spitalsoldaten und Fahrern. Ab März 2008 werden auf dem Monte Ceneri nur noch Verkehrssoldaten und total jeweils ca. 10 Truppenbuchhalter, Büroordonannzen, Truppenköche und Betriebssoldaten ausgebildet. Die Kompanie umfasst rund 170 Personen und ist der Verkehr- und Transportschule 47 in Romont unterstellt.
Zusätzlich befindet sich auf dem Monte Ceneri das Kommando Spezialkräfte (KSK) (ehemalige Aufklärungs- und Grenadierformationen der Armee).

## Via Montecenerino

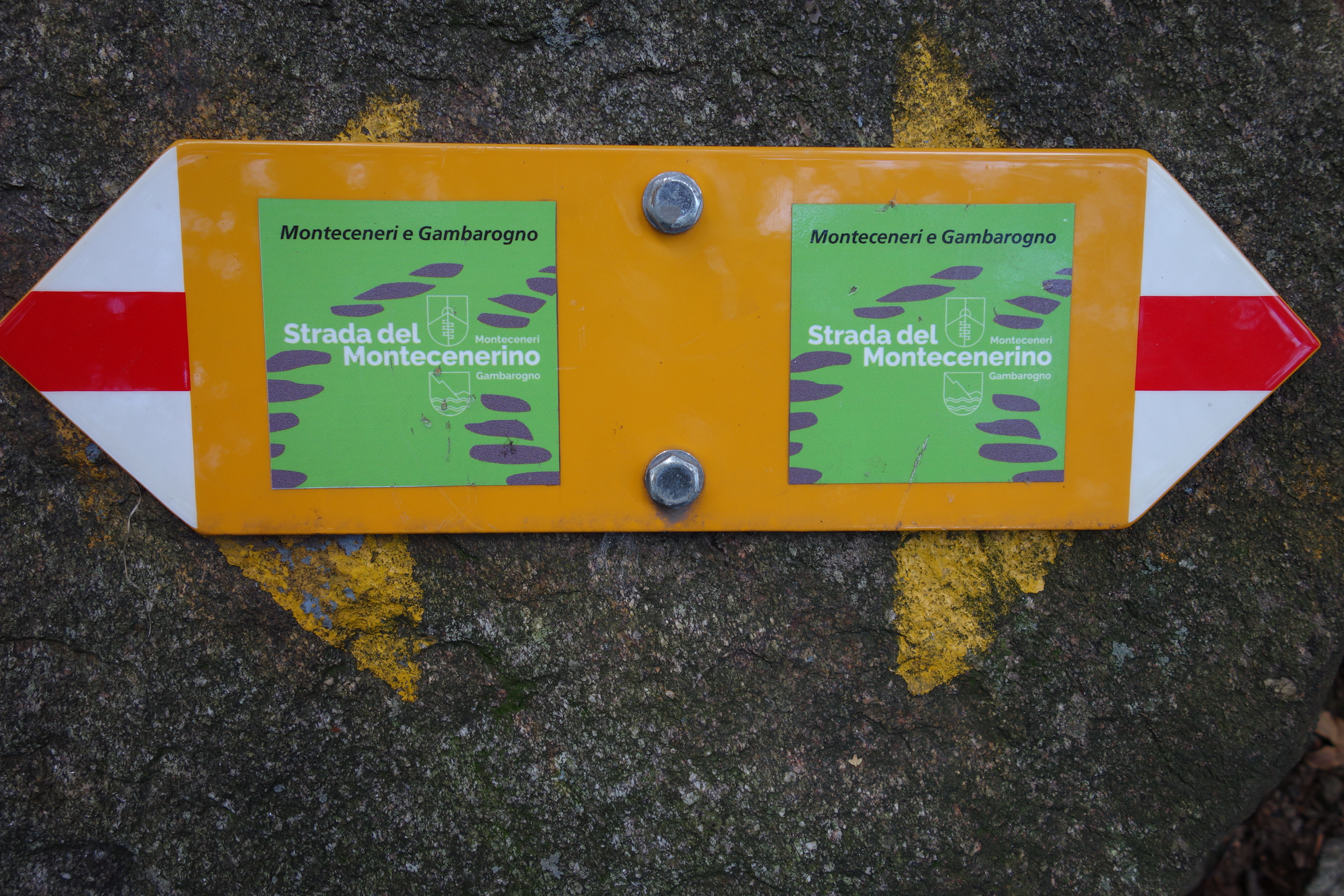
Via Montecenerino

Parallel zur heutigen Monte-Ceneri-Passstrasse führt weiter westlich das steile (Steigung von 10 bis 17 Prozent) Strässchen «Via Montecenerino» («kleine Ceneri», «alte Römerstrasse») von Quartino über den Monte Ceneri nach Rivera. Die historische «Via Montecenerino» diente der Verbindung zum Hafen von Magadino, der für den Handelsverkehr von der Lombardei zu den Städten nördlich der Alpen bis um 1880 (Eisenbahnbau, Ausbau der Ceneristrasse) bedeutend war.
Die teilweise verfallenen Strassenstücke aus dem 19. Jahrhundert wurden historisch korrekt restauriert und die Via Montecenerino 2016 für Fussgänger und Velofahrer wiedereröffnet.